# Lecceta del Convento Francescano di Greccio
Lecceta del Convento Francescano di Greccio este o arie protejată (arie specială de conservare — SAC, sit de importanță comunitară — SCI) din Italia întinsă pe o suprafață de 84 ha, integral pe uscat.

## Localizare
Centrul sitului Lecceta del Convento Francescano di Greccio este situat la coordonatele 42°27′54″N 12°45′07″E / 42.465°N 12.751944°E.

## Înființare
Situl Lecceta del Convento Francescano di Greccio a fost declarat sit de importanță comunitară în iunie 1995 pentru a proteja 3 specii de animale. Situl a fost protejat și ca arie specială de conservare în octombrie 2017.

## Biodiversitate
Situată în ecoregiunea mediteraneană, aria protejată conține 3 habitate naturale: Păduri de Quercus ilex și Quercus rotundifolia, Pajiști carstice calcaroase sau bazofile, de Alysso-Sedion albi, Păduri de stejar alb estice.
La baza desemnării sitului se află mai multe specii protejate:
- păsări (1): pitulice de munte (Phylloscopus bonelli)
- amfibieni (1): Salamandrina terdigitata
- nevertebrate (1): croitorul mare al stejarului (Cerambyx cerdo)

Pe lângă speciile protejate, pe teritoriul sitului au mai fost identificate 1 specie de reptile.